# Moses Amyraut

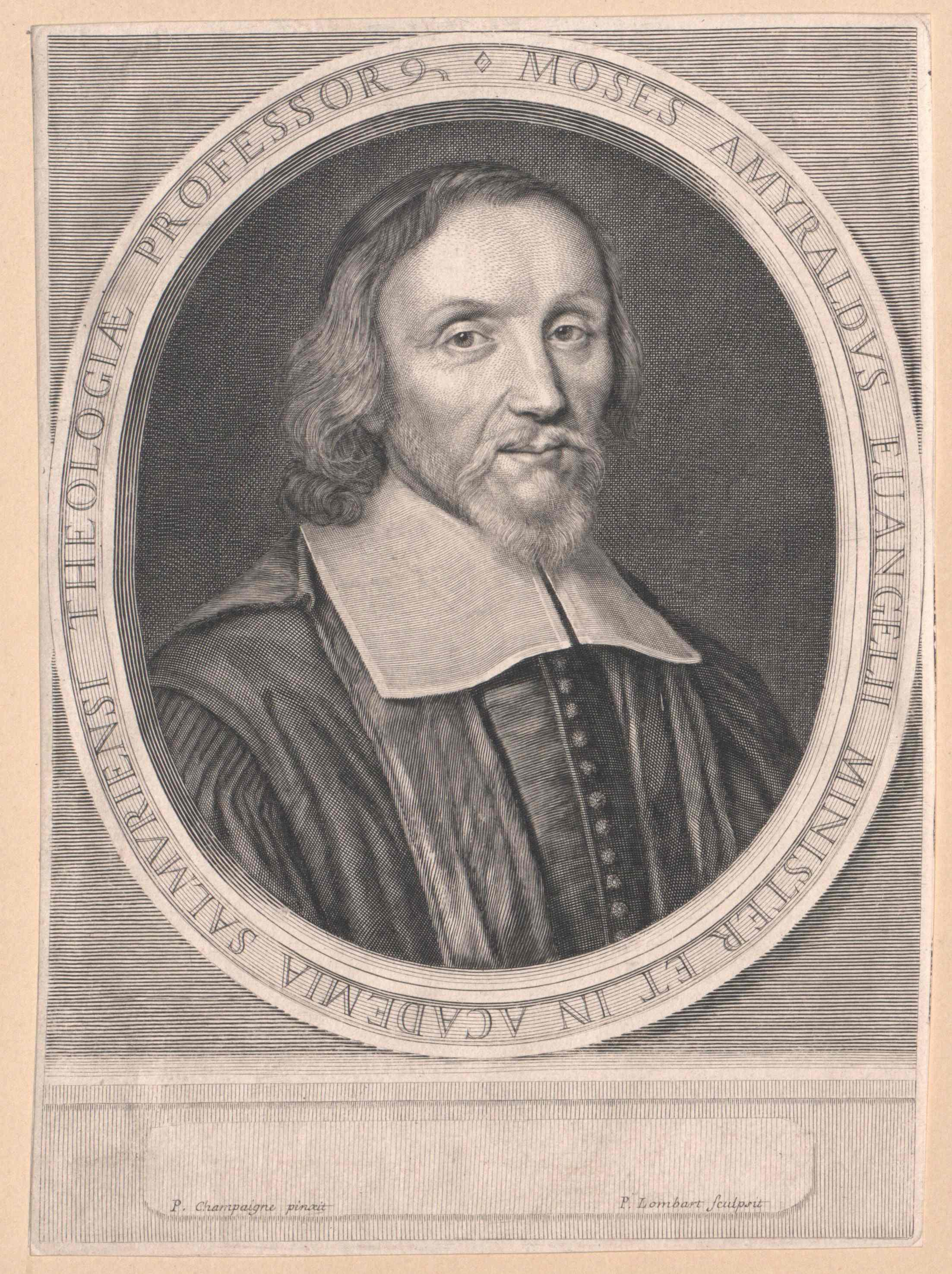
Moses Amyraut

Moses Amyraut, in het Latijn: Moyses Amyraldus, in het Frans: Moïse Amyrault (Bourgueil, 9 januari 1596 - Saumur, 18 januari 1664) was een Franse hugenoot, protestants theoloog en metafysicus. 

## Levensloop
Amyraut werd er door het lezen van de Institutie van Calvijn toe gebracht om theologie te gaan studeren. In 1626, hij was toen dertig, werd hij gereformeerd predikant in Saumur. In 1634 werd hij hoogleraar in de theologie aan de in Saumur gevestigde academie, die hij tot bloei bracht en waar hij aan verbonden bleef tot aan zijn dood.
Ook nog in 1634 verscheen zijn Verhandeling over de predestinatie. Het boek kende dadelijk verzet. Die ging onder meer uit van collega's zoals Petrus Molineus (Pierre du Moulin) in Sedan en Andreas Rivet in Leiden, maar ook van docenten of predikanten in diverse steden in Zwitserland. De contraremonstranten zagen in zijn leer een bedreiging voor de stellingen van de Synode van Dordrecht.
De stelling van Amyraut was een mildere zienswijze op de leer over de predestinatie of voorbestemming, waarbij hij de algemene genade die God aanbood, als een voorwaarde voor het christelijk geloof vooropstelde. Dit werd beschouwd als een remonstrante stelling die strijdig was met het orthodoxe calvinisme. Deze stelling kende nochtans volgelingen en ze vormden een stroming die als amyraldisme of amyraldianisme werd bestempeld. De invloed was vooral beduidend in Engeland, waar het amyraldisme, als een gematigde vorm van remonstrantisme, ingang vond.